# Fröslunda, Enköpings kommun
Fröslunda är en bebyggelse i  Altuna socken i Enköpings kommun. Från 2015 till 2023 avgränsade SCB här en småort.